# 塔利內

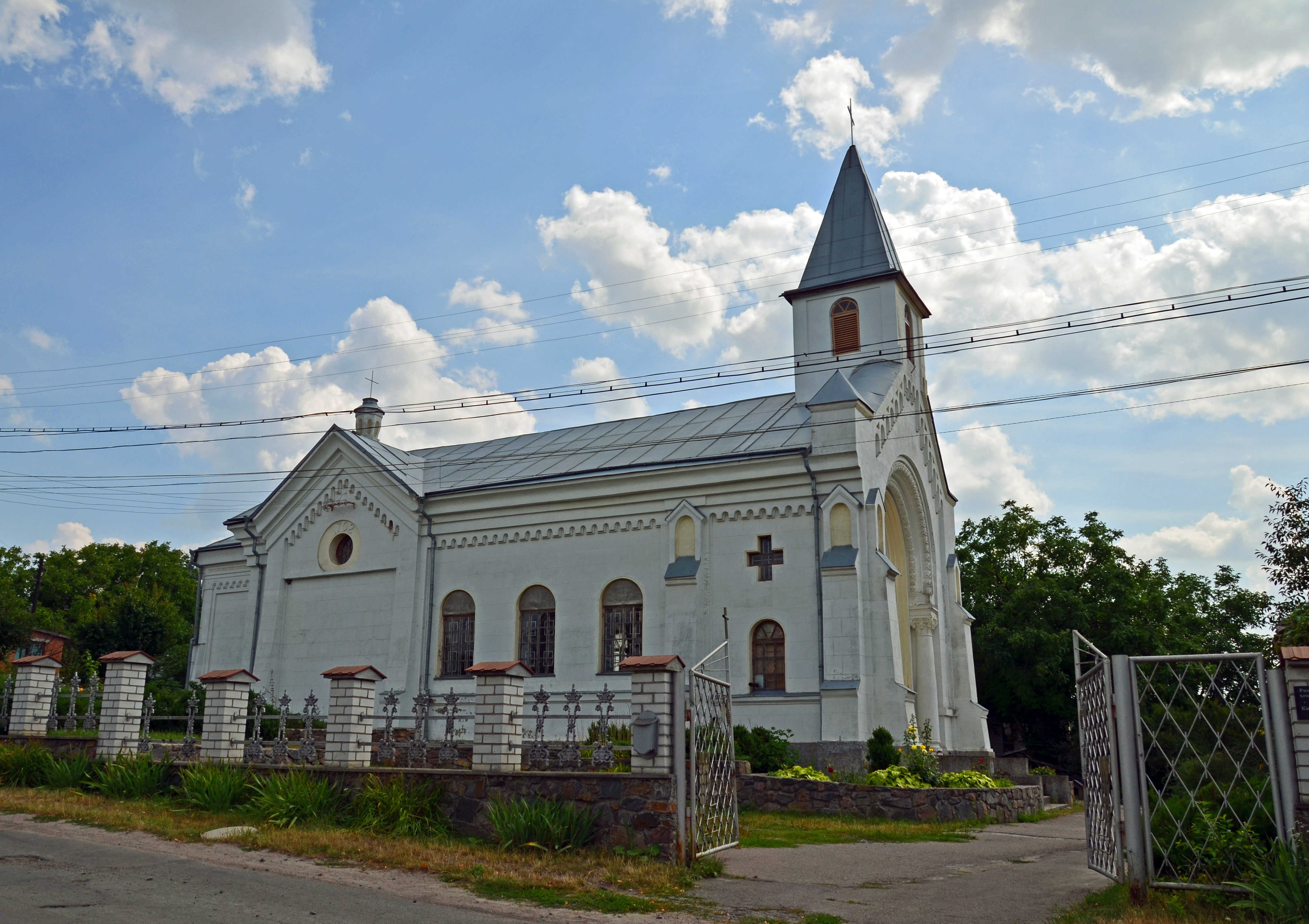
教堂

塔利內（羅馬化：Talne），又按俄语名译为塔利诺耶（羅馬化：Talnoye），是烏克蘭切爾卡瑟州茲韋尼霍羅德卡區塔利内市镇里的城市及其行政中心，位於該國西南部第聶伯高地，距離州府切爾卡瑟142公里。始建於1150年，面積161平方公里，海拔高度130米，2024年人口12,649。